# 六角氏式目
六角氏式目為日本战国时代近江国南部战国大名六角义治所制定。但也有一說是由得力家臣進藤貞治、蒲生定秀等人起草，而义治答应遵守的分国法。也称为义治式目（義治式目）。
制定于永禄10年（1567年），共67条。但仍無法挽回家臣、國人與百姓對其喪失的信心。